# Jaroslav Janiš
Pour les articles homonymes, voir Janis.
Jaroslav "Jarek" Janiš, né le 8 juillet 1983  à Olomouc, en Tchécoslovaquie, est un pilote automobile tchèque. 

## Biographie

### FIA GT
En 2006, il participe au Championnat FIA GT. Il a réalisé 3 pole positions à Brno, Dijon et au Hungaroring, mais n'a remporté qu'une seule victoire. Il faisait équipe avec Sascha Bert (de) et, à quelques reprises, Andrea Montermini. Avant 2006, il avait effectué 6 courses du Championnat GT, 4 d'entre elles dans une Ferrari 360 Modena GT pour l'équipe Menx en 2003, totalisant un nombre de 17,5 points.

### Monoplace
Il a également un record à la clé en monoplace. Jarek a terminé 7e du championnat allemand de Formule Ford en 1999, et 2e en 2000 (ainsi que 4e dans le championnat européen). À la fin l'année 2001, Jarek remplace son compatriote Tomáš Enge à Monza, terminant à la 16e place. Il a terminé 3e au général au Championnat d'Euro F3000 2002, avec 2 victoires à Donington Park et Cagliari, et a couru dans la catégorie internationale en 2003 (8e). Il fait ses débuts en Champ Car pour Dale Coyne Racing lors de l'avant-dernière course de la saison 2004. Il a également couru en Formula Nippon en 2005 et en A1 Grand Prix pour la République tchèque en 2006-2007.